# Boljetin
Boljetin (izvirno srbsko Бољетин) je naselje v Srbiji, ki upravno spada pod Občino Majdanpek; slednja pa je del Borskega upravnega okraja.

## Demografija
V naselju, katerega izvirno (srbsko-cirilično) ime je Бољетин, živi 547 polnoletnih prebivalcev, pri čemer je njihova povprečna starost 41,5 let (39,7 pri moških in 43,3 pri ženskah). Naselje ima 257 gospodinjstev, pri čemer je povprečno število članov na gospodinjstvo 2,61.
To naselje je, glede na rezultate popisa iz leta 2002, v glavnem srbsko, a v času zadnjih treh popisov je opazno zmanjšanje števila prebivalcev.
|  |

| Demografija | Demografija     | Demografija     |
| Leto        | Št. prebivalcev | Št. prebivalcev |
| ----------- | --------------- | --------------- |
|             |                 |                 |
|             |                 |                 |
|             |                 |                 |
|             |                 |                 |
| 1948        | 1257            |                 |
| 1953        | 1331            |                 |
| 1961        | 1334            |                 |
| 1971        | 1172            |                 |
| 1981        | 987             |                 |
| 1991        | 803             | 788             |
| 2002        | 707             | 672             |
|             |                 |                 |

| Etnična sestava po popisu iz leta 2002 | Etnična sestava po popisu iz leta 2002 | Etnična sestava po popisu iz leta 2002 | Etnična sestava po popisu iz leta 2002 | Etnična sestava po popisu iz leta 2002 |
| -------------------------------------- | -------------------------------------- | -------------------------------------- | -------------------------------------- | -------------------------------------- |
| Srbi                                   | Srbi                                   |                                        | 590                                    | 87,79%                                 |
| Vlahi                                  | Vlahi                                  |                                        | 70                                     | 10,41%                                 |
| Makedonci                              | Makedonci                              |                                        | 1                                      | 0,14%                                  |
| Jugoslovani                            | Jugoslovani                            |                                        | 1                                      | 0,14%                                  |
| Neznano                                | Neznano                                |                                        | 0                                      | 0,0%                                   |